# Đào Thị Xuân Lan
Đào Thị Xuân Lan (sinh ngày 8 tháng 9 năm 1961) là một nữ chính trị gia và thẩm phán người Việt Nam. Bà hiện là Thẩm phán Tòa án nhân dân tối cao Việt Nam, thành viên Hội đồng Thẩm phán Tòa án nhân dân tối cao, Chánh tòa hành chính Tòa án nhân dân tối cao. Bà từng là đại biểu Quốc hội Việt Nam khóa 13 nhiệm kì 2011-2016 thuộc đoàn đại biểu Quốc hội tỉnh Hưng Yên, Ủy viên thường trực Ủy ban Tư pháp của Quốc hội Việt Nam.

## Xuất thân
Bà sinh ngày 8 tháng 9 năm 1961, quê quán ở xã Đồng Lạc, huyện Chí Linh, tỉnh Hải Dương, người dân tộc Kinh.

## Giáo dục
Bà có bằng Tiến sĩ Luật học.

## Sự nghiệp
Bà gia nhập Đảng Cộng sản Việt Nam vào ngày 31 tháng 12 năm 1990.
Bà từng công tác tại Tòa án nhân dân tối cao Việt Nam từ tháng 7 năm 1994 đến tháng 8 năm 2011.
Từ tháng 9 năm 2002 đến tháng 8 năm 2011, bà là Thẩm phán Tòa án nhân dân tối cao.
Bà đã giữ các chức vụ Phó Chánh tòa Hành chính, Chánh tòa Hành chính Tòa án nhân dân tối cao.
Bà từng là đại biểu Quốc hội Việt Nam khóa 13 nhiệm kì 2011-2016 chuyên trách trung ương thuộc đoàn đại biểu Quốc hội tỉnh Hưng Yên, Ủy viên thường trực Ủy ban Tư pháp của Quốc hội Việt Nam.
Ngày 26 tháng 6 năm 2015, Quốc hội Việt Nam khóa 13 đã bỏ phiếu phê chuẩn đề nghị của Chánh án Tòa án nhân dân tối cao Trương Hòa Bình về việc bổ nhiệm bà làm Thẩm phán Tòa án nhân dân tối cao, với tỉ lệ đại biểu Quốc hội bỏ phiếu đồng ý phê chuẩn là 90,28%. Bà được Đảng đoàn Quốc hội giới thiệu ứng cử.